# Mendrisio
Mendrisio (in dialetto comasco Mendriis /menˈdriːs/) è un comune svizzero del Canton Ticino, capoluogo e polo del distretto omonimo, avente lo status di città.
Il 4 aprile 2004 ha inglobato l'ex comune di Salorino e il 5 aprile 2009 Mendrisio ha realizzato un'ulteriore fusione con gli ex comuni di Arzo, Capolago, Genestrerio, Rancate e Tremona. Il 14 aprile 2013 sono stati aggregati i comuni limitrofi di Besazio, Ligornetto e Meride.

## Geografia fisica
Mendrisio è collocata a sud del Cantone Ticino (Sottoceneri), al centro di una pianura che parte dalla sponda più meridionale del Lago di Lugano e si allarga verso Sud.

## Storia

### Età antica
Fu forse popolata in epoca preromana da popolazioni lepontiche e insubri, l'integrazione fra Celti e Romani è testimoniata dalla lapide dedicata a Publio Valerio Dromone, un notabile locale, che si trova inglobata nella vecchia torre campanaria.

### Medioevo
La prima testimonianza certa di una comunità di nome Mendrisio è di epoca longobarda, in cui per la prima volta, nel 793, è citato il toponimo Mendrici, un genitivo richiamante Mendricus o Manricus, probabilmente dal nome di un capo della fara longobarda che si era stanziata nel territorio.
Durante l'Età dei Comuni, Mendrisio gravitò nell'area di influenza della Città di Como. Il borgo era un'importante località di difesa, grazie ai suoi tre castelli, e presto si attirò le mire della Città di Milano. Como uscì sconfitta dallo scontro con Milano e il Borgo di Mendrisio entrò a far parte dello Stato milanese, dove venne amministrato dalla famiglia Della Torre.

### Periodo milanese e ducale
Nel 1424 sono segnalati per la prima volta degli statuti di Mendrisio, che presumibilmente derivavano dalla semplice adozione degli statuti di Lugano (salvo l'aggiunta di alcune feste locali).
Nel 1433 Filippo Maria Visconti, duca di Milano, assegnò il Borgo di Mendrisio alla famiglia Sanseverino, che vi instaurò un governo dispotico. I mendrisiensi si ribellarono ripetutamente, finché nel 1485 i Sanseverino dovettero abbandonare il borgo. Mendrisio passò sotto il diretto controllo del duca, il quale nominava un podestà che, in collaborazione coi consoli scelti fra le famiglie patrizie cittadine, governava il borgo.
Nel 1512 il Mendrisiotto venne conquistato dall'esercito dei Confederati che si videro riconosciute le loro conquiste nel 1516, con la Pace di Friburgo, ma di fatto fino al 1522 Mendrisio venne ancora amministrato dal podestà del Ducato di Milano e dai consoli.

### Antico Regime

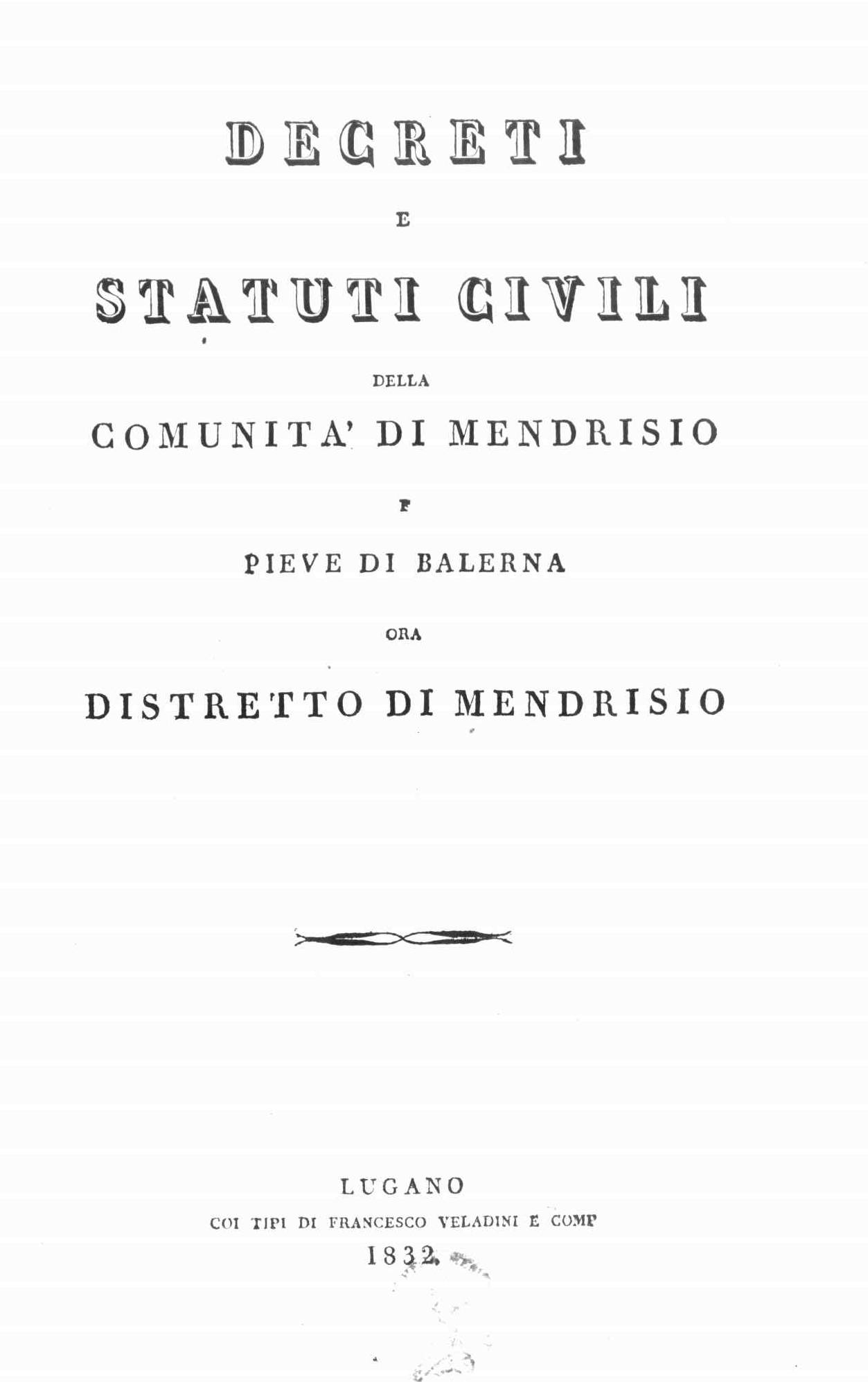
Decreti e statuti civili della comunità di Mendrisio e Pieve di Balerna, 1832

Col Trattato di Friburgo la pieve di Balerna entrò a far parte del neo-costituito Baliaggio di Mendrisio, dipendente direttamente dalla Confederazione. Il baliaggio (Vogtei) era governato da un balivo (Landvogt), di lingua tedesca, assistito da un segretario (Landscriba), che era l'espressione del Consiglio della Comunità, formato da un membro per comune, da due reggenti scelti dal Borgo di Mendrisio e due plebani nominati dalla pieve di Balerna, che gestiva l'amministrazione locale. L'epoca dei baliaggi è ricordata come epoca di servaggio e gli esonimi in lingua tedesca con i quali erano chiamate le località ticinesi avevano nella popolazione una connotazione negativa.
A Mendrisio la carica di Landscriba venne tenuta ininterrottamente da membri della famiglia Beroldingen dal 1645 al 1798, quando il baliaggio fu soppresso in seguito all'invasione giacobina del 1798. Ultimo landscriba del baliaggio di Mendrisio (1774-1798) fu Giuseppe Antonio de Beroldingen (1750-1803), che nel 1786 venne ammesso nella corporazione dei Nobili e Borghesi di Mendrisio e che rappresentò il baliaggio alla Dieta di Aarau nel 1798. Nel 1799 venne eletto senatore elvetico e tra il 1801 e il 1803 fu prefetto ad Altdorf. Luogotenente del balivo (1783-95) fu Giovanni Battista Torriani, poi reggente di Mendrisio (1779-1781) ed in seguito ebbe un ruolo di primo piano negli avvenimenti del 1798. Divenne poi deputato al Gran Consiglio ticinese (1803-08).

### Età moderna
Il 15 febbraio 1798 fu tentato un colpo di mano per l'annessione di Lugano alla Repubblica Cisalpina (partito da Campione d'Italia e fallito per l'intervento dei volontari luganesi). Mendrisio e il Mendrisiotto furono occupati una prima volta nel 1798, e Antonio Isidoro Rusca fu inviato a Milano quale segretario della commissione incaricata di negoziare l'annessione di Mendrisio alla Repubblica Cisalpina, annessione che fu dichiarata, ma la Costituzione della Repubblica Elvetica attribuì il Mendrisiotto al Cantone di Lugano e la popolazione, consultata, scelse l'annessione alla Repubblica Elvetica.
Nel 1803 il distretto di Mendrisio, insieme al resto del Cantone di Lugano e al Cantone di Bellinzona, andò a costituire il Canton Ticino (parificato agli altri Cantoni svizzeri in seguito all'Atto di Mediazione napoleonico). Dal 1810 al 1813 il Mendrisiotto venne di nuovo temporaneamente occupato dalle truppe del Regno d'Italia del generale Achille Fontanelli, che ne reclamavano l'annessione, con il pretesto di reprimervi il "contrabbando" fra Svizzera e Regno d'Italia. Nel 1813, a seguito della disastrosa sconfitta nella Campagna di Russia, il contingente Napoleonico si ritirò e Mendrisio accolse il ritorno delle truppe Svizzere.

### Età contemporanea
Nel 1861, Angelica Cioccari Solichon aprì in questo comune un Istituto scolastico femminile.
Dal 1996 Mendrisio è sede dell'Accademia di Architettura di Mendrisio, la facoltà di architettura dell'Università della Svizzera italiana.

### Simboli
Stemma
Lo stemma e la bandiera del comune di Mendrisio, «Di rosso, alla croce d’argento», così come quelli di Lugano, derivano direttamente da quelli della vicina città di Como, al cui contado la località di Mendrisio è appartenuta fino alla cessione dei territori dell'odierno Canton Ticino alla Confederazione Elvetica.

### Architetture civili

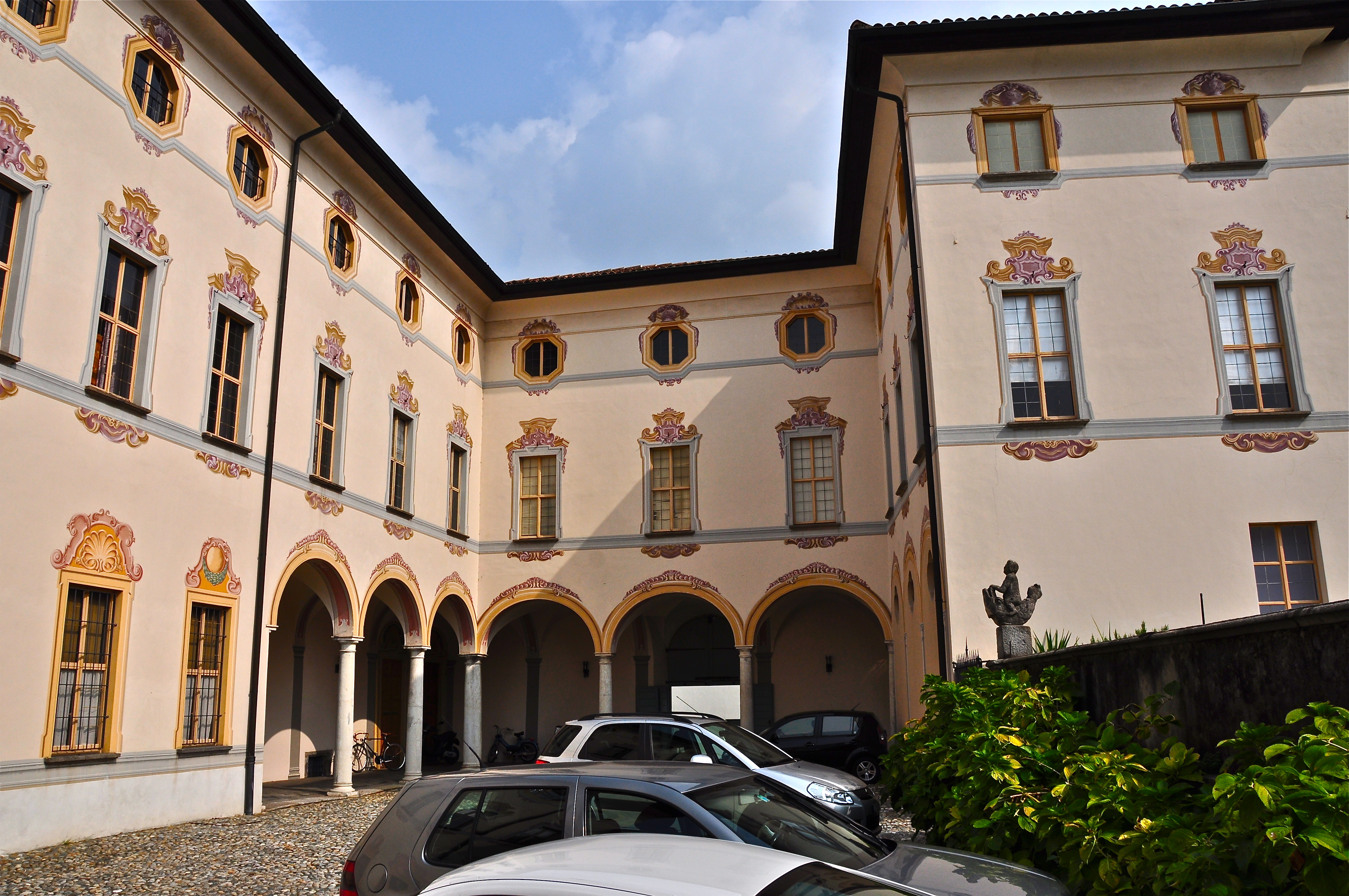
Palazzo Pollini.

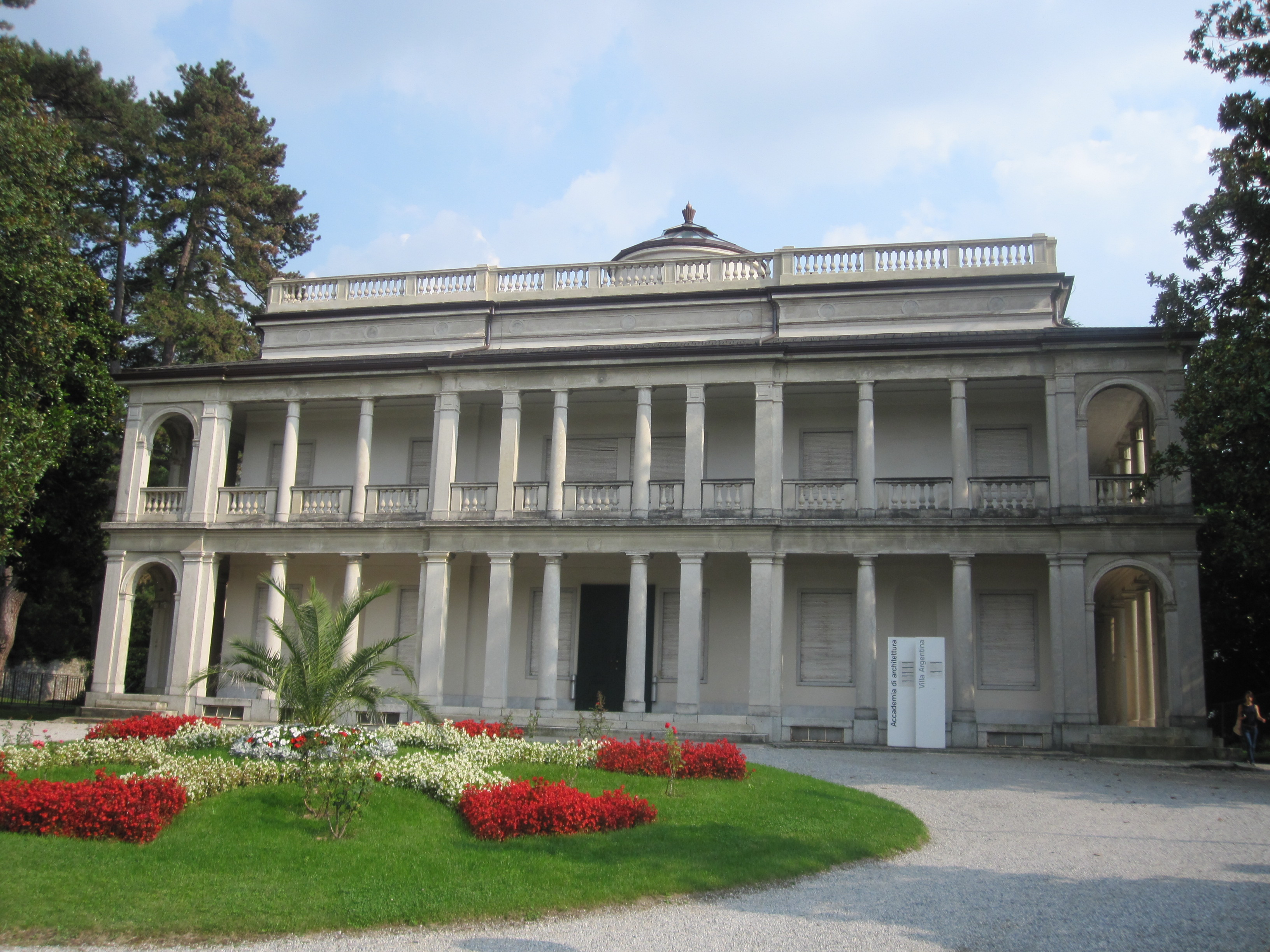
Villa Argentina.

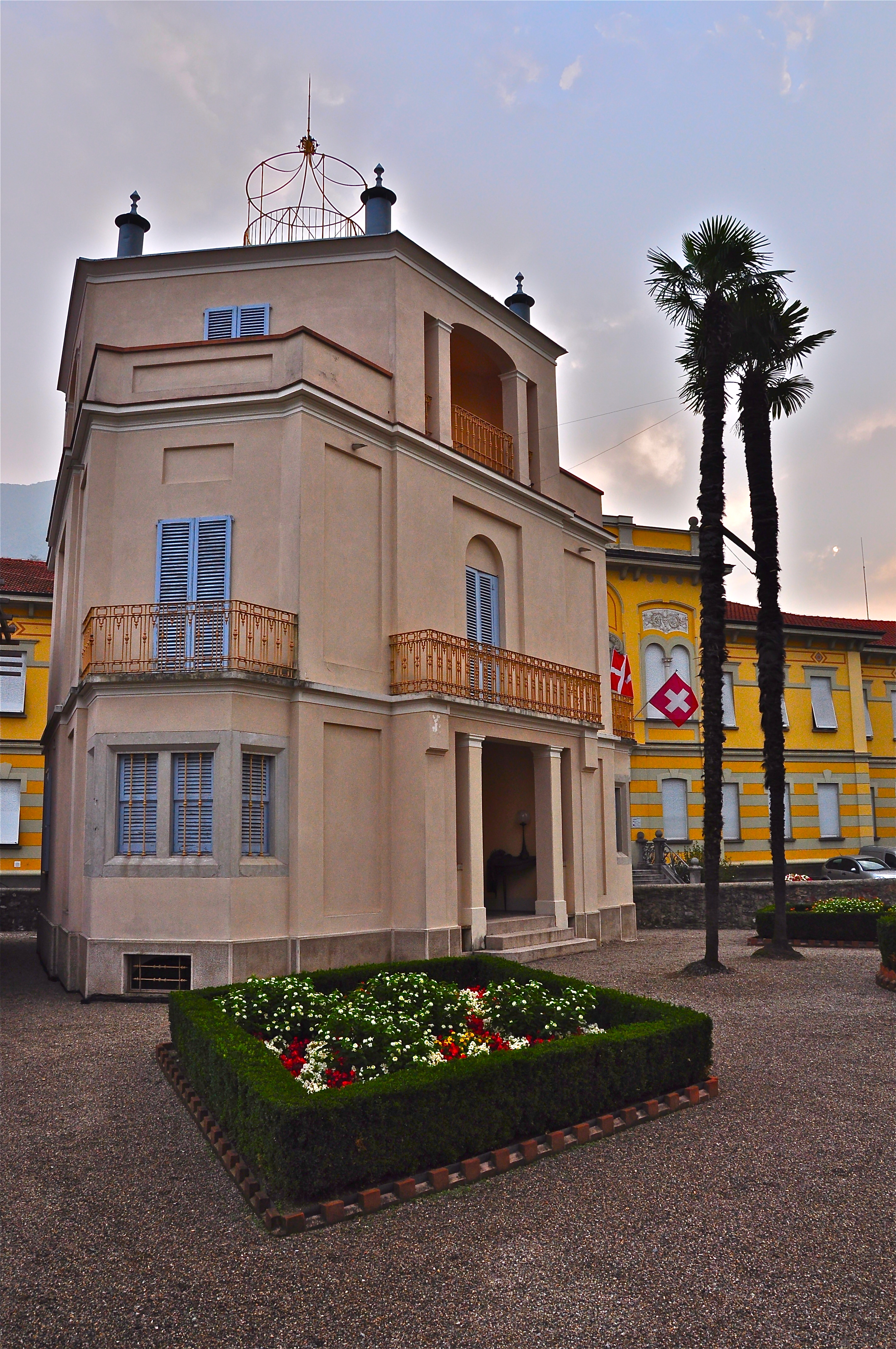
Casa Croci.

## Monumenti e luoghi d'interesse

### Centro Storico
- Le strutture di una villa romana con frammenti di mosaici decorati del I e II secolo dopo Cristo
- La torre medievale situata nella piazza principale[12]
- Il palazzo Beroldingen, un edificio del tardo Seicento a tre piani
- Il palazzo Torriani, edificio del 1719-1720 in stile barocco[12]
- Casa Croci, completata nel 1875
- Villa Argentina, risalente agli anni 1873-1874 e sede della facoltà di architettura.[13] Immersa in un ampio parco, la villa, che al suo interno ospita una scala a sviluppo elicoidale,[13] fu disegnata da Antonio Croci[13].[14]
- Palazzo Turconi,[14] sede originaria dell'Ospedale,[14] costruito in stile neoclassico da Luigi Fontana[12] negli anni 1853[12][15]-1860[15] e sede di aule della facoltà di architettura dal 1996[14][15]. Il frontone in facciata racchiude l'effigie della Beata Vergine Maria, a cui l'ospedale era dedicato[15]. Nel cortile trova posto una scultura realizzata nel 1868 da Vincenzo Vela per raffigurare Alfonso Turconi,[14] fondatore dello stesso ospedale[14].[15]
- La località alla Torre ospita un palazzo del Seicento, a sua volta edificiato nel luogo dove fino al 1350 si trovava un castello appartenente alla famiglia Della Torre.[12]

### Quartiere di Rancate
- Casa Caroni, dimora del Seicento

### Quartiere di Besazio
- Necropoli tardoromana, rinvenuta a nord della chiesa

### Quartiere di Meride
- Monte San Giorgio sito Patrimonio mondiale dell'UNESCO
- Il Museo dei fossili del Monte San Giorgio a Meride[16],
- La torre tardomedievale[17] ai piedi della chiesa parrocchiale, del XIII secolo

### Quartiere di Capolago
- La Tipografia Elvetica, una casa editrice svizzera del XIX secolo

### Architetture religiose

#### Centro storico
- La chiesa parrocchiale dei Santi Cosma e Damiano
- L'antico complesso conventuale di San Giovanni Battista, con strutture databili tra la fine dell'XI e l'inizio del XIX secolo
- L'antico convento dei Serviti, documentato nel 1268
- La chiesa di San Giovanni Battista
- La chiesa-oratorio di Santa Maria delle Grazie, documentata nel 1268
- La chiesa di Santa Maria in Borgo, documentata nel 1518
- La chiesa di San Francesco d'Assisi o dei Cappuccini[18], del 1621
- La chiesa di San Sisinio, attestata in un documento del 27 aprile 1276, in località alla Torre
- La chiesa dei Santi Martino e Rocco
- L'oratorio di Santa Maria Assunta, in località Cascina d'Armirone, del 1751
- Centro Presenza Sud, costruito negli anni 1981-1983, all'interno del quale si conserva una scultura in legno del XV secolo raffigurante la Madonna, statua tralsata dalla chiesa dei Santi Cosma e Damiano[19]

#### Quartiere di Salorino
- La chiesa parrocchiale di San Zeno[20], in località Salorino, documentata dal 1330
- L'oratorio di San Rocco[21], documentato a Salorino nel 1632[22]
- La chiesa-oratorio di San Giuseppe[23], nella frazione di Somazzo, sopra cui fu rinvenuta una necropoli romana
- La chiesa-oratorio di San Nicolao

#### Quartiere di Rancate
- Chiesa parrocchiale di Santo Stefano, documentata dal 1466
- Oratorio di San Giovanni Battista[24], in località Pizzuolo, del XVII secolo

#### Quartiere di Besazio
- Chiesa parrocchiale dell'Immacolata, eretta nel 1779
- Chiesa parrocchiale di Sant'Antonino martire

#### Quartiere di Ligornetto
- Chiesa parrocchiale di San Lorenzo, eretta nel 1913
- Chiesa-oratorio di San Giuseppe - edificio religioso risalente al XVI secolo

#### Quartiere di Meride
- L'odierna chiesa parrocchiale di San Rocco, documentata dal 1578
- L'antica chiesa parrocchiale di San Silvestro, documentata dal 1483
- L'oratorio di San Giorgio[25] sul monte omonimo, documentato dal 1578, ma probabilmente costruito nel XIII secolo

#### Quartiere di Capolago
- La chiesa di Santa Maria Maddalena, edificata nel XIV secolo

#### Quartiere di Genestrerio
- La chiesa di Sant'Antonio Abate, documentata dal 1578

## Società

### Evoluzione demografica
Abitanti censiti

### Lingue e dialetti
La lingua più diffusa nella città di Mendrisio è l'italiano, lingua ufficiale del Canton Ticino. Come nel resto del cantone, la seconda lingua è il lombardo, parlato in diglossia con l'italiano; il dialetto locale è di tipo occidentale, ed appartiene - così come gli altri dialetti parlati nel Sottoceneri - alla varietà comasca.
L'appartenenza linguistica dei dialetti di Mendrisio e del Sottoceneri all'area comasca è stata analizzata dal linguista ticinese Franco Lurà nel suo «Il dialetto del Mendrisiotto» del 1987, in cui riporta una pronuncia dialettale «considerata il tratto fonetico più importante del Mendrisiotto da Keller, che lo ritiene la caratteristica che più chiaramente certifica l'appartenenza, dal punto di vista dialettale, di questa regione al ceppo comasco-milanese». Il Mendrisiotto rappresenta infatti l'estrema punta meridionale del Canton Ticino e l'immediata periferia settentrionale della città di Como.
Fabio Pusterla, nel suo «Il dialetto della Valle Intelvi» del 1981 e nel successivo «Cultura e linguaggio della Valle Intelvi» del 1983, parla di «koinè comasca» e «koinè comasco-luganese» con riferimento alle varietà della lingua lombarda parlate tra i laghi di Como e Lugano, includendo nella sua analisi i dialetti compresi tra «la sponda occidentale del Lario e quella nord-occidentale del Ceresio», in particolare nei centri urbani di Como, Mendrisio e Lugano, da cui si discostano parzialmente - ma non in modo sostanziale - le parlate delle valli circostanti.

## Economia
Mendrisio è un'importante piazza economica del Canton Ticino e vanta il secondo maggior gettito fiscale dopo Lugano. Più della metà dei dipendenti sono ora pendolari transfrontalieri dall'Italia. Qui si trovano diversi centri commerciali come Fox Town.  La multinazionale delle merci Metaltex ha sede a Mendrisio.
Il produttore svizzero di elettrodomestici Solis AG, con sede a Opfikon, produce apparecchi per la casa, il caffè, la bellezza e il condizionamento dell'aria. Originariamente con sede a Zurigo, la produzione fu trasferita a Mendrisio nel 1943 in seguito a un appello del Consiglio federale per aiutare la regione ticinese economicamente indebolita. Da lì i prodotti vengono spediti in tutto il mondo.
L'azienda vinicola Vinattieri Ticinesi, che produce merlot, è la più grande della Svizzera. Ci sono quattro fabbriche di raffinazione dell'oro. Sia l'Italia che la Svizzera sono i principali mercati per l'oro raffinato che viene utilizzato nella produzione di orologi e gioielli.

## Infrastrutture e trasporti

### Strade
Il comune è servito dall'Autostrada A2, tramite lo svincolo per Mendrisio.

### Ferrovie
La stazione di Mendrisio, attivata nel 1882, è gestita dalle Ferrovie Federali Svizzere ed è posta lungo la ferrovia del Gottardo, dal 2018 è capolinea della linea internazionale Mendrisio-Varese e dal 2019 della linea internazionale Mendrisio-Malpensa.
Sul territorio comunale sono presenti anche le stazioni di Mendrisio San Martino e Capolago-Riva San Vitale.
Nel 1926 venne attivata un'altra linea internazionale delle Ferrovie Nord Milano la ferrovia Castellanza-Mendrisio privata del traffico passeggeri nel 1928 nel tratto svizzero e utilizzato come raccordo mentre nel tratto italiano venne dismessa tra il 1938 e il 1977. Venne parzialmente riattivata a tratte tra il 1995 e il 2007, limitatamente alla tratta Malnate Olona-Mendrisio, onde operarvi episodici servizi turistici con trazione a vapore.
La ferrovia del Monte Generoso è una linea ferroviaria a cremagliera e scartamento ridotto svizzera che collega il quartiere di Capolago con la vetta del Monte Generoso, maggior cima del Sottoceneri. Unica ferrovia a cremagliera del Ticino, è servita da corse di linea nel periodo intercorrente tra il 1º aprile e il 31 ottobre.

## Cultura

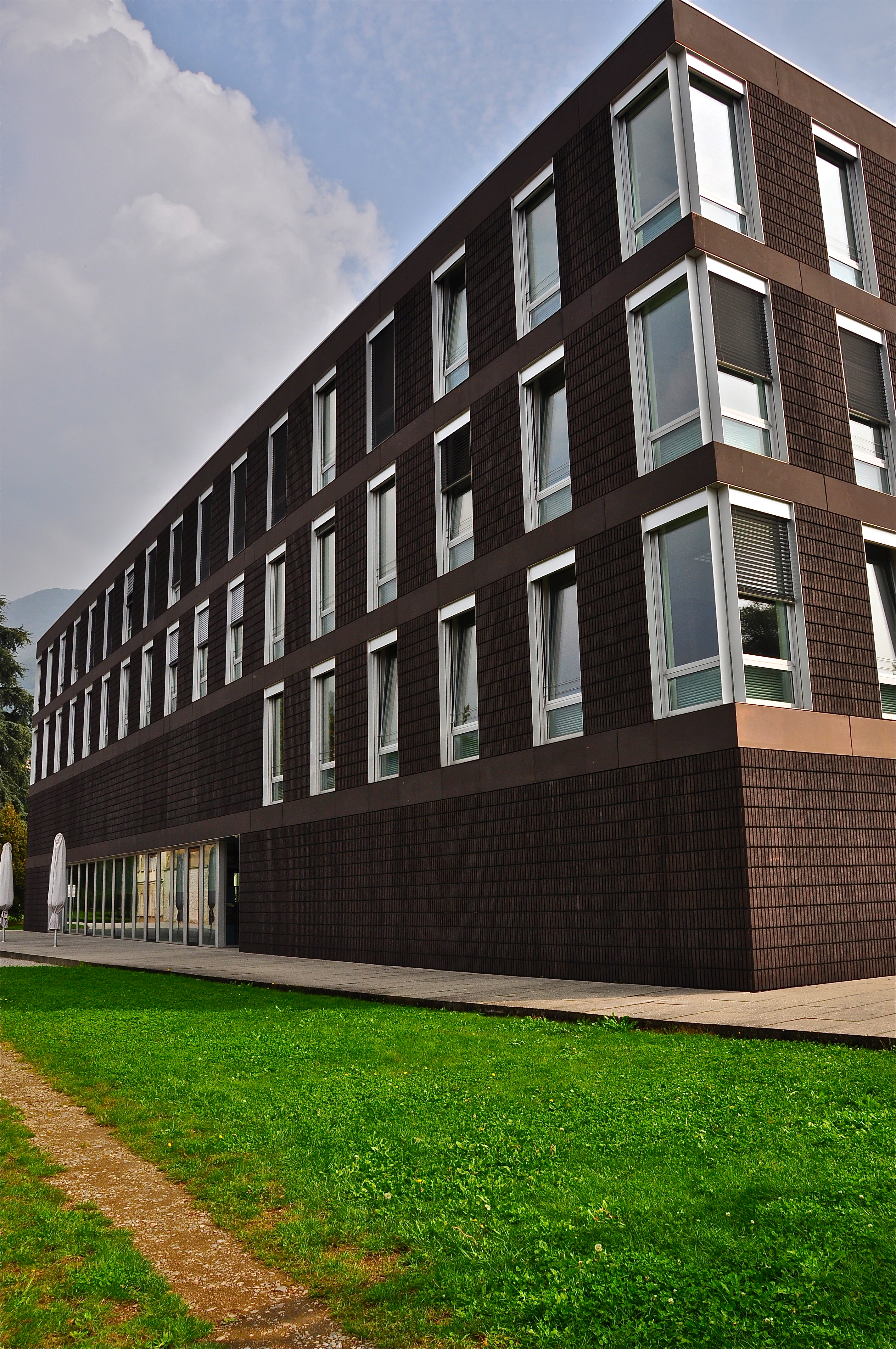
L'Accademia di Architettura.

- Dal 1982 Mendrisio ospita un Museo d'arte con oltre 1.200 opere[36].
- Nel borgo ha sede l'Accademia di Architettura di Mendrisio, facoltà universitaria dell'Università della Svizzera Italiana (USI) che ospita anche la segreteria dell'Associazione Internazionale per la Storia delle Alpi.
- Dal 2020 il Dipartimento ambiente costruzioni e design della SUPSI ha trasferito la sua sede a Mendrisio nel nuovo edificio costruito a fianco della stazione.
- Museo dei fossili del Monte San Giorgio (sito Patrimonio mondiale dell'UNESCO)
- Museo Vela, dedicato allo scultore Vincenzo Vela.
- Pinacoteca cantonale Giovanni Züst.
- Biblioteca cantonale e del Liceo, con un fondo librario di oltre 66000 volumi e 350 periodici.
- Teatro dell'architettura, aperto nel 2018 su progetto di Mario Botta.[14]

### Eventi
- Il Giovedì e il Venerdì Santo si tengono le Processioni storiche di Mendrisio.
- Dal 1983 si svolge annualmente il palio, un tradizionale evento popolare che vede come partecipanti i rioni delle sei contrade di Mendrisio: Cantun Uri, Vila Furesta, Curubiell, Brecch, Vignuu, Salurin; l'evento è composto da una serie di competizioni, l'ultima delle quali è la gara degli asini.[37]

## Geografia antropica

### Suddivisioni amministrative
Il 4 aprile 2004 ha inglobato l'ex comune di Salorino e il 5 aprile 2009 Mendrisio ha realizzato un'ulteriore fusione con gli ex comuni di Arzo, Capolago, Genestrerio, Rancate e Tremona. Il 14 aprile 2013 sono stati aggregati i comuni limitrofi di Besazio, Ligornetto e Meride.
La città di Mendrisio è costituita dal 2013 dai quartieri Mendrisio (borgo), Arzo, Besazio, Capolago, Genestrerio, Ligornetto, Meride, Rancate, Salorino e Tremona.

## Amministrazione

### Patriziati
A Mendrisio sono presenti 6 patriziati:
- Corporazione dei Patrizi di Mendrisio
- Associazione Patrizi di Capolago e discendenti
- Patriziato di Arzo
- Patriziato di Besazio
- Patriziato di Salorino
- Patriziato di Tremona

## Sport

### Calcio
Nel 1912 è stato fondato il Football Club Mendrisio, che milita in 1ª Lega. La società gioca allo Stadio comunale di Mendrisio costruito nel 1945.

### Pallacanestro
Alla fine degli anni sessanta nasce la squadra femminile della Riri Mendrisio, la quale vanta 4 titoli svizzeri, 3 coppe nazionali e la partecipazione alla Coppa Campioni. la società cessa la sua attività nel 1972. Dal 1977 al 1984 aveva sede a Mendrisio la società MoMo Basket, nella quale hanno giocato alcuni campioni, tra i quali: Bob Lauriski, Ken Brady, Gary Stich.
La società Mendrisio Basket partecipa al campionato di IIa Lega Cantonale.

### Ciclismo
- Fondato nel 1901, il Velo Club Mendrisio è una delle società ciclistiche più antiche d'Europa.
- Il 4 e il 5 settembre 1971 si sono svolti a Mendrisio i 44i campionati del mondo di ciclismo su strada.
- I riconoscimenti sportivi Mendrisio d'Oro e Mendrisio d'Argento vennero istituiti nel 1972 per premiare il miglior ciclista professionista internazionale e il più bravo ciclista dilettante svizzero della stagione appena conclusa. I primi vincitori furono il belga Eddy Merckx e lo svizzero Ivan Schmid.
- Il 2 giugno 1974 la 16ª tappa del Giro d'Italia si è conclusa alla Bellavista con la vittoria di José Manuel Fuente.
- L'8 giugno 1989 la 19ª tappa del Giro d'Italia 1989, una cronometro individuale, si è conclusa alla Bellavista, sul Monte Generoso, con la vittoria del colombiano Luis Herrera.
- Il 5 giugno 1998 la 20ª tappa del Giro d'Italia 1998 si è conclusa a Mendrisio con la vittoria di Gian Matteo Fagnini.
- Dal 23 settembre al 27 settembre 2009 si sono svolti a Mendrisio gli 82i campionati del mondo di ciclismo su strada.

### Corsa d'orientamento
- Il 6 maggio 2018 si è svolta nel borgo di Mendrisio la finale specialità sprint dei campionati europei di corsa d'orientamento (EOC 2018).